# Place de spectacle
Pour les articles homonymes, voir Place.

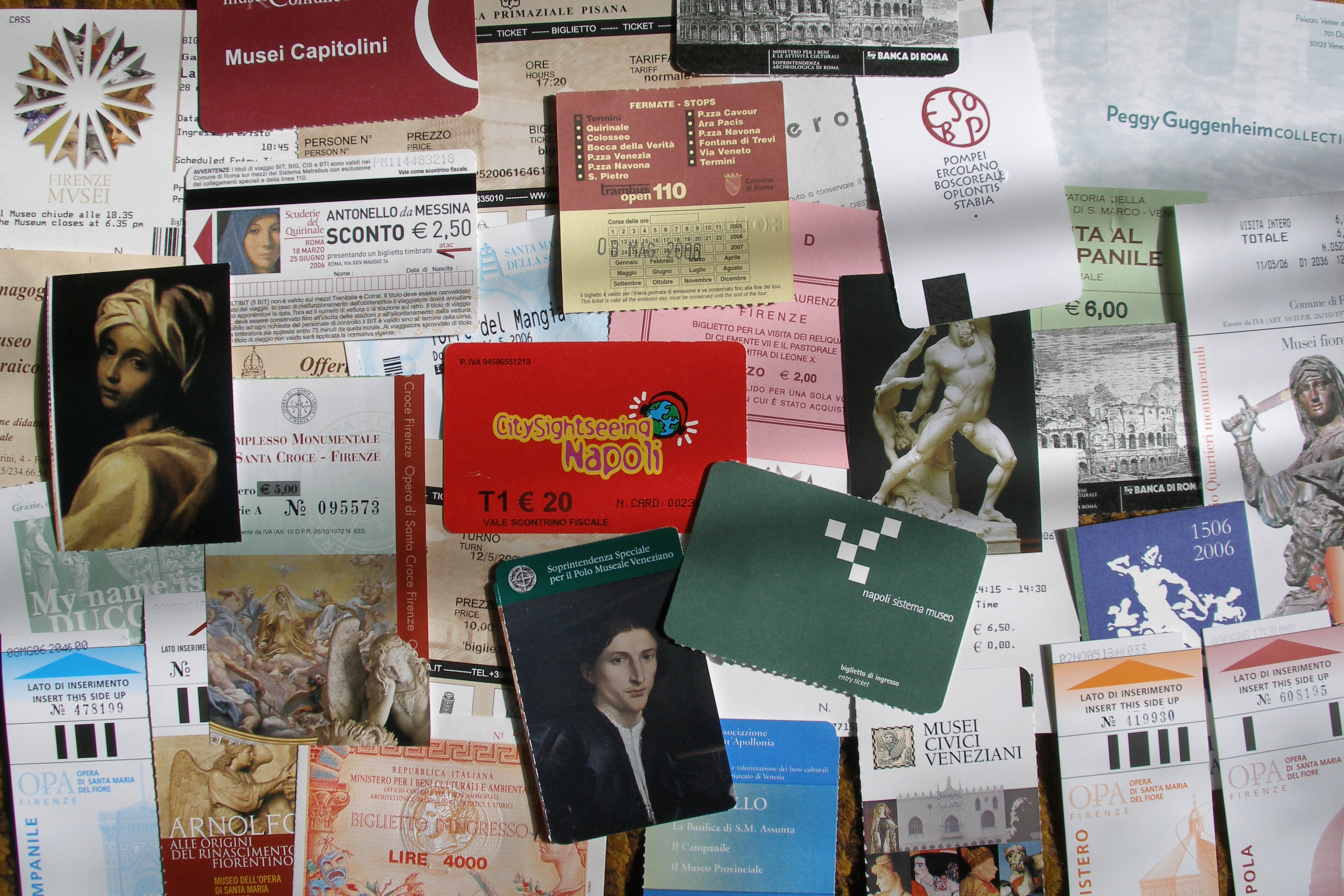

Une place de spectacle, ou place, est un bien immatériel qui assure à son détenteur un accès personnel à un spectacle ou à une manifestation publique lorsqu'il est présenté aux personnes qui régulent l'entrée de la salle ou du site où l'événement a lieu. Par extension, c'est également l'objet qui supporte la preuve du droit que fait valoir le détenteur en question, généralement un ticket ou un coupon, mais aussi l'espace individuel qu'il permet d'occuper, en général un siège.
On parle généralement de place de théâtre pour le théâtre et de place de cinéma pour le cinéma. Il n'en reste pas moins vrai que l'historien William Sebastian Heckscher estime que le principe de faire payer la place ne fut inventé par aucun de ces deux arts, mais par les théâtres anatomiques surgis en Europe avec le XVIe siècle, qui étaient des édifices spécialisés où se pratiquait en public des démonstrations d'anatomie.
Lorsque le spectacle est payant, le décompte des places ayant fait l'objet d'une vente est généralement un bon moyen de mesurer autrement que de façon monétaire le succès d'une représentation unique ou de toute une programmation saisonnière. C'est ainsi qu'on additionne les places écoulées partout en France pour déterminer le box-office français, par exemple.